# Spjälkning (kemi)
Spjälkning, klyvning eller spaltning är i kemin en process där ett ämnes beståndsdelar delas upp. Om processen är reversibel kallas spjälkningen dissociation. Vid spjälkning kan ett ämnes molekyler delas upp i enklare molekyler eller i atomer. Ibland är beståndsdelarna laddade joner.
Spjälkning kan vidare indelas efter sitt sammanhang (t. ex. matspjälkning), efter vad som spjälkas (hydrolys), eller efter vad som närmast orsakar spjälkningen (t. ex. elektrolys, fotolys, radiolys).

## Dissociation
Om processen är reversibel, d. v. s. beståndsdelarna spontant kan återförenas till det ursprungliga ämnet (association), kallas spjälkningen dissociation. I detta fall etableras ofta snabbt en kemisk jämvikt mellan klyvnings- och föreningsprocesserna, som beskrivs av en dissociationskonstant. Olika faktorer (som temperatur eller tryck) kan förskjuta jämviktsläget mot en större eller mindre andel spjälkade ämnen.

## Matspjälkning
För att en organism ska kunna tillgodogöra sig föda i sin metabolism, behöver normalt födan först spjälkas. Processen ger ofta ett intryck av att födan "smälter", och den kallas traditionellt matsmältning. Matspjälkning föredras dock numera som en mer precis term.
Matspjälkning hos djur sker i många fall i särskilda organ i djurens inre, som människans matspjälkningskanal. Hos vissa djur, som spindlar sker spjälkningen dock i huvudsak utanför kroppen. Matspjälkningen kan underlättas av en allmänt nedbrytande sur miljö, och katalyseras normalt av enzymer.

## Olika uppkomster av spjälkning

### Elektrolys
Elektrolys är en vanlig teknisk process för att åstadkomma spjälkning. Då används oftast en strömkälla för att driva en redoxreaktion i en elektrolytlösning, oftast en vattenlösning. Lösningens positiva joner vandrar mot katoden och reduceras där, genom att de mottar elektroner från katodens yta. Vid anoden på motsvarande sätt en oxidation av de negativa jonerna.

### Fotolys
Fotolys är en spjälkning åstadkommen av elektromagnetisk strålning såsom ljus och ultraviolett ljus.

### Radiolys
Radiolys är en spjälkning åstadkommen av joniserande strålning såsom alfastrålning.

### Hydrolys
Hydrolys är en spjälkning där en molekyl klyvs i två delar efter att en vattenmolekyl  har adderats.